# S'Encalladora
L'illot de s'Encalladora està situat davant del cap de Creus, dins el terme de Cadaqués (Alt Empordà). Tradicionalment, l'illot divideix aquesta costa en dues meitats: la mar d'Avall i la mar d'Amunt. Forma part del Parc Natural marítim i terrestre del Cap de Creus, creat el 1998, i és reserva natural integral.
Fa sis-cents metres de llarg i té una superfície de 5,5 hectàrees de terreny rocós, format d'esquistos i pegmatites; el seu punt més elevat no arriba a fer 35 metres sobre el nivell del mar. L'illa està separada del cap per un pas d'uns cinquanta metres d'amplada, el freu de Sa Claveguera, que és el canal de navegació protegit del vent de tramuntana.
Hi ha un bassal d'aigua dolça i una notable riquesa botànica; s'hi poden trobar espècies lligades als ambients salats com el fonoll marí (Crithmum maritimum), la verdolaga marina (Halimione portulacoides), la botja groga (Limbarda crithmoides) o l'ensopeguera (gèn. Limonium).